# Carl Heinrich Gerhardt
Carl Heinrich Gerhardt (* 7. Dezember 1846 in Bonn; † 1907 ebenda) war ein deutscher Unternehmer und der Schwiegervater des Malers August Macke.

## Biografie
Der Bonner Apotheker Ludwig Clamor Marquart gründete 1846 ein Utensiliengeschäft mit dem Namen „Marquart’s Lager chemischer Utensilien“, in das Carl Gerhardt als Lehrling eintrat.
1872 erwarb Carl Gerhardt das Geschäft von seinem Lehrmeister. Er führte es zunächst als „Marquart’s Lager chemischer Utensilien“ mit dem Zusatz „C. Gerhardt“ weiter. Der aufstrebende Unternehmer errichtete in der Bornheimer Straße in Bonn in mehreren Bauabschnitten sein Wohnhaus mit angeschlossenen Betriebsgebäuden.
Bereits 1884, nur ein Jahr nach der Aufsehen erregenden Präsentation seines neuen analytischen Verfahrens zur Stickstoffbestimmung in organischen Substanzen durch Johan Kjeldahl, brachte Carl Gerhardt die ersten Aufschluss- und Destilliergeräte nach Kjeldahl auf den Markt.
1907 starb Carl Gerhardt. Nach seinem frühen Tod erfolgte die Umfirmierung seines Unternehmens in „C. Gerhardt Fabrik & Lager chemischer Apparate“ und damit verbunden der Aufbau weltweiter Verbindungen durch seinen Sohn Walter Gerhardt.
1909 heiratete Carl Gerhardts Tochter Elisabeth den Bonner Maler August Macke. Macke und seine Frau lebten mehrere Jahre in einem Wohnhaus auf dem Firmengelände. Viele bedeutende Gemälde und zahlreiche Zeichnungen zeigen Motive rund um das ehemalige Firmenareal, wie das 1912 entstandene Gemälde „Unser Garten mit blühenden Rabatten“, auf dem der vordere Teil des Firmengebäudes in Bonn dargestellt ist.
1960 ging das Unternehmen „C. Gerhardt GmbH & Co. KG“ auf Walter Gerhardts Neffen Dr. Wolfgang Macke über, der bis 1974 alleiniger Eigentümer war. Bereits 1975 starb er und übertrug die Verantwortung auf seinen Sohn Til Macke. Dieser erwarb im Jahr 2002 eine Gewerbeimmobilie in Königswinter-Oberdollendorf, wohin Mitte 2003 der Umzug erfolgte. Das Unternehmen C. Gerhardt wird heute in der fünften Generation von seinen Söhnen Jan Macke und Tom Macke geführt.